# Entomorph: Plague of the Darkfall
 Entomorph: Plague of the Darkfall  est un de jeux vidéo de rôle développé par Cyberlore Studios et publié par Strategic Simulations en 1995 sur Windows et Mac OS. Le jeu se déroule dans l’univers médiéval-fantastique de World of Aden déjà utilisé dans le jeu World of Aden: Thunderscape. Le scénario du jeu prend place dans les jungles de Kyan où des insectes géants autrefois servils, les jagteras, se sont révoltés contre les humains, massacrant des villages entiers.  Le joueur incarne Squire Warrick et doit donc lutter contre ces insectes.

## Accueil
| Entomorph: Plague of the Darkfall |      |       |
| Média                             | Pays | Notes |
| Coming Soon Magazine              | US   | 90 %  |
| Gen4                              | FR   | 3/5   |
| Joystick                          | FR   | 50 %  |
| Just Adventure                    | US   | C     |
| PC Gamer US                       | US   | 81 %  |
| PC Zone                           | UK   | 78 %  |